# Normal (Illinois)
Normal è una città degli Stati Uniti d'America, situata nella Contea di McLean, nello stato dell'Illinois.
È sede della Illinois State University, l'università statale dell'Illinois, che ospita circa 22.000 studenti (circa 20.000 undergraduate e 2000 graduate)